# Xabier Gómez García

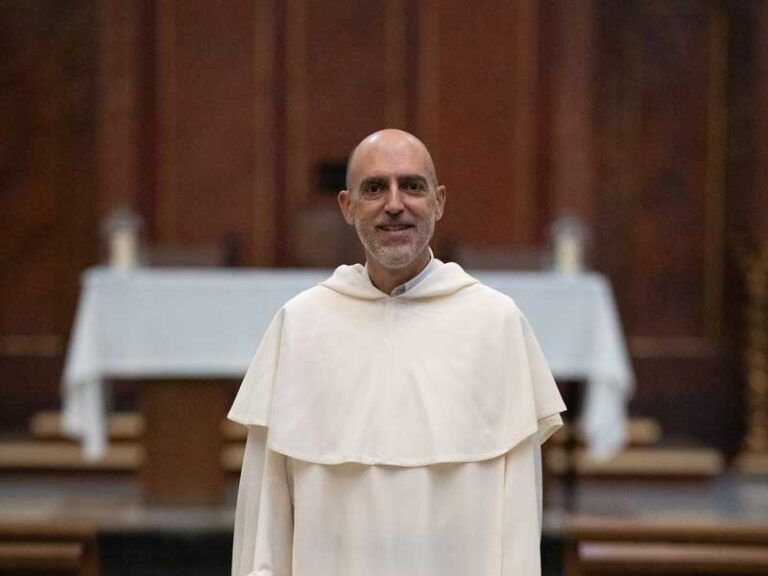
Xabier Gómez García, 2024

Xabier Gómez García OP (* 11. April 1970 in Azkoitia) ist ein spanischer römisch-katholischer Ordensgeistlicher und Bischof von Sant Feliu de Llobregat.

## Leben
Xabier Gómez García studierte Philosophie und Theologie und empfing am 12. Juni 1994 das Sakrament der Priesterweihe für das Bistum San Sebastián.
Nach der Priesterweihe war er zunächst als Kaplan in Elgoibar und von 1997 bis 2003 als Pfarrer und Koordinator der Seelsorgeeinheit Eskoriatza-Aretxabaleta tätig. 2003 trat er der Ordensgemeinschaft der Dominikaner bei und erwarb nach weiteren Studien an der theologischen Fakultät San Esteban der Päpstlichen Universität Salamanca das Lizenziat in Theologie. Es folgte ein Mastergrad in Familienorientierung und Mediation an der Päpstlichen Universität Salamanca sowie ein Spezialstudium in interkultureller sozialer Mediation an der Autonomen Universität Madrid. Von 2006 bis 2010 war er Pfarrvikar an der Kirche Santo Christo in Madrid und Schluseelsorger am Kolleg Nuestra Señora de Atocha im Madrider Stadtteil Atocha. Von 2009 bis 2012 war er Verantwortlicher seiner Ordensprovinz für die Jugend- und Berufungspastoral. Von 2010 bis 2016 war er als Seelsorger an der Wallfahrtskirche Nuestra Señora de Atocha tätig. Von 2016 bis 2018 war er für eine Amtszeit Prior des Dominikanerkonvents Santa Catarina in Barcelona. Von 2013 bis 2021 leitete er die Arbeit von Iustitia et Pax auf der Ebene seiner Ordensprovinz und von 2016 bis 2022 auch auf europäischer Ebene. Zudem war er ab 2016 Koordinator der Menschenrechtsbeobachtungsstelle Samba Martine und ab 2019 Prior des Dominikanerkonvents Santo Tomás de Aquino-El Olivar in Madrid.
2021 wurde er Direktor der Abteilung für Migration der Spanischen Bischofskonferenz. Ab 2022 leitete er zudem das Vornoviziat seiner Ordensprovinz.
Papst Franziskus ernannte ihn am 8. Oktober 2024 zum Bischof von Sant Feliu de Llobregat. Der Erzbischof von Barcelona, Juan José Kardinal Omella Omella, spendete ihm am 30. November desselben Jahres in der Kathedrale von Sant Feliu de Llobregat die Bischofsweihe. Mitkonsekratoren waren sein Amtsvorgänger Agustín Cortés Soriano und der Bischof von Holguín, Emilio Aranguren Echeverría.